# جولیو سرجیو
جولیو سرجیو بازیکن فوتبال اهل برزیل است .